# Exhyalanthrax alatus
Exhyalanthrax alatus är en tvåvingeart som först beskrevs av Becker 1910.  Exhyalanthrax alatus ingår i släktet Exhyalanthrax och familjen svävflugor. Inga underarter finns listade i Catalogue of Life.